# Mike Kohn
Mike Kohn (* 26. Mai 1972 in Columbia, South Carolina) ist ein ehemaliger US-amerikanischer Bobfahrer, der an den Olympischen Winterspielen 2002 in Salt Lake City und 2010 in Vancouver teilnahm. Mike Kohn ist der Bruder von Nicholas Kohn, einem in den USA bekannten Musicalsänger und Tony-Awards-Gewinner.

## Karriere

### Olympische Winterspiele

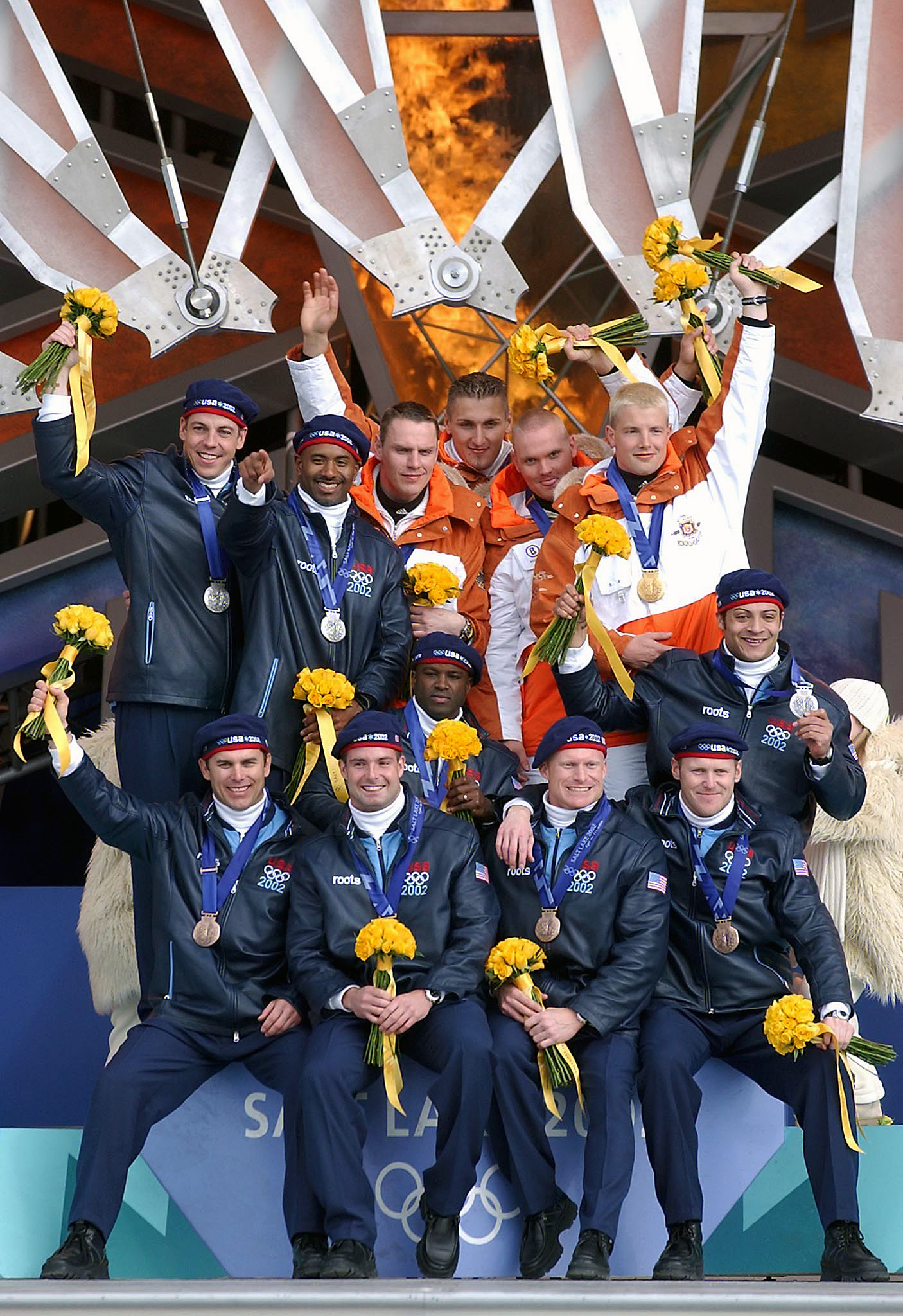
Mike Kohn, untere Reihe sitzend 2. von Links bei der Siegerehrung der Olympischen Winterspiele 2002

Bei den Olympischen Winterspielen 2002 in Salt Lake City nahm Kohn am Wettkampf im Viererbob teil. Zusammen mit Brian Shimer, Dan Steele und Douglas Sharp startete er im Bob USA 2 auf der olympischen Bobbahn in Park City am 22. und 23. Februar 2002 und erreichte den 3. Platz mit dem Gewinn der Bronzemedaille in einer Gesamtzeit von 3:07,86 min.
Kohn stand im Aufgebot für die Olympischen Winterspiele 2010 in Vancouver und nahm zusammen mit Nick Cunningham am Wettkampf im Zweierbob teil. Er startete im Bob USA 3 am 20. und 21. Februar 2010 im Whistler Sliding Centre und erreichte in vier Wertungsläufen den 12. Platz in einer Gesamtzeit von 3:29,78 min.
Fünf Tage später nahm er mit seinen Mannschaftskameraden Nick Cunningham, Jamie Moriarty und Bill Schuffenhauer am Wettkampf im Viererbob teil. Zusammen fuhren sie am 26. und 27. Februar 2010 im Bob USA 3 in vier Wertungsläufen auf den 13. Platz mit einer Gesamtzeit von 3:27,32 min.

### Bob-Weltmeisterschaften
Bei der 53. Bob-Weltmeisterschaft 2005 in Calgary am 18. und 19. Februar 2005 startete Kohn mit Alex Harrison im Zweierbob der Herren. Sie erreichten den Finallauf und fuhren auf den 9. Platz von insgesamt 39 gestarteten Zweierbobs mit einer Gesamtzeit von 3:40,80 min.
An der 54. Bob-Weltmeisterschaft 2007 in St. Moritz nahm Mike Kohn an den Wettkämpfen im erstmals durchgeführten Teamwettbewerb (Mixed) teil wo er mit dem US-Team Silber hinter der deutschen Mannschaft gewann. Weiter nahm er im Zweier- und Viererbob teil. Zusammen mit Curtis Tomasevicz startete er am 28. Januar 2007 auf der olympischen Bobbahn und erreichte in einer Gesamtzeit von 4:30,11 min den 15. Platz. Den Wettkampf im Viererbob nahm er am 4. Februar 2007 mit seinen Mannschaftskameraden Alex Harrison, Curtis Tomasevicz und T.J. Burns auf und beendete ihn mit einer Gesamtzeit von 4:23,42 min auf dem 16. Platz von 25 gestarteten Viererbobs.
Am 16. und 17. Februar 2008 nahm Kohn an der 55. Bob-Weltmeisterschaft 2008 in Altenberg im Zweier- und Viererbob teil. Zusammen mit Steve Langton startete er auf der Bobbahn in Altenberg und erreichte in einer Gesamtzeit von 3:46,54 min den 15. Platz. Eine Woche später am 23. und 24. Februar 2008 startete er zusammen mit Steve Langton, T.J. Burns und Jamie Moriarty im Viererbob. Sie beendeten den Wettkampf vorzeitig nach dem zweiten von vier Wertungsläufen ohne eine Platzierung zu erzielen.